# Литванија на Светском првенству у атлетици у дворани 2022.
Литванија је учествовала на 18. Светском првенству у атлетици у дворани 2022. одржаном у Београду од 18. до 20. марта. У свом петнаестом учешћу на Светским првенствима у дворани до данас, репрезентацију Литваније представљала су 2 атлетичара (1 мушкарац и 1 жена) који су се такмичили у 2 дисциплине (1 мушка и 1 женска).,
На овом првенству такмичари Литваније нису освојиле ниједну медаљу нити су остварили неки резултат.

## Учесници
| Мушкарци: - Симас Берташиус — 1.500 м | Жене: - Модеста Јусте Мораускаите — 400 м |

## Резултати

### Мушкарци
| Атлетичар       | Дисциплина | Лични рекорд | Квалификације | Квалификације | Финале               | Финале  | Детаљи |
| Атлетичар       | Дисциплина | Лични рекорд | Резултат      | Место         | Резултат             | Место   | Детаљи |
| --------------- | ---------- | ------------ | ------------- | ------------- | -------------------- | ------- | ------ |
| Симас Берташиус | 1.500 м    | 3:37,38      | 3:48,48       | 6. у гр. 4    | Није се квалификовао | 26 / 30 |        |

### Жене
| Атлетичарка               | Дисциплина | Лични рекорд | Квалификације | Квалификације | Полуфинале | Полуфинале | Финале                | Финале | Детаљи |
| Атлетичарка               | Дисциплина | Лични рекорд | Резултат      | Место         | Резултат   | Место      | Резултат              | Место  | Детаљи |
| ------------------------- | ---------- | ------------ | ------------- | ------------- | ---------- | ---------- | --------------------- | ------ | ------ |
| Модеста Јусте Мораускаите | 400 м      | 51,63        | 52,11 кв      | 3. у гр. 5    | 52,00      | 5. у гр. 2 | Није се квалификовала | 9 / 28 |        |